# Shimla
Shimla (hindi och punjabi: Simla) är huvudstad i den indiska delstaten Himachal Pradesh och är centralort i ett distrikt med samma namn. Folkmängden uppgick till 169 578 invånare vid folkräkningen 2011, med förorter 171 640 invånare.
Shimla tillhörde länge sikhernas rike. Staden bestod bara av några enstaka hus och ett tempel när britterna erövrade området 1806. 
Det svala klimatet gjorde att staden från 1820-talet och framåt blev en populär plats för britterna att tillbringa de heta sommarmånaderna på. Det blev snart tradition att brittiska officerares hustrur tillbringade sommaren i Shimla för att undfly hettan, medan deras män stannade kvar på sina positioner på slätten. Staden växte därför snabbt då en europeisk bebyggelse växte upp för att hysa de brittiska sommargästerna, samtidigt som indier flyttade dit för att betjäna dem. Närvaron av brittiska ungkarlar som kom för att semestra i staden samtidigt som officershustrur reste dit utan sina män gjorde att staden fick rykte om sig som en plats för äktenskapsbrott och skvaller. 
Staden berördes inte av Sepoyupproret 1857. Från 1863 var Shimla sommarhuvudstad för regeringen i Brittiska Indien, då guvernören under sommarmånaderna flyttade hela administrationen från Calcutta till Shimla. Många högtider och stora politiska konferenser har därför hållits här. Under andra världskriget var staden 1942-1945 säte för Brittiska Burmas regering, då denna tvingats evakuera undan japanerna. 
Staden är belägen på en bergskam i västra Himalaya, 2 276 m ö.h. Karakteristiskt för Shimla är att staden är en turistort under sommaren, och att en stor potatismarknad hålls i staden. Demografiskt består befolkningen av punjabis, men det bor också en del inflyttade tibetaner. På senare år har turister, främst från Delhi och Chandigarh, kommit till Shimla för att åka skidor. Den utvecklingen beror på att de gamla skidorterna i Jammu och Kashmir nu inte kan användas på grund av oroligheter i området. Uppe på en bergstopp ovanför Shimla ligger ett Hanumantempel.